# Marcus Smith (rugbista)
Marcus Sebastian Smith (Manila, 14 febbraio 1999) è un rugbista internazionale per l'Inghilterra, mediano d'apertura dell'Harlequins.

## Biografia
Nato a Manila da padre britannico e madre filippina, crebbe a Hong Kong e Singapore prima di stabilirsi con la famiglia a Brighton, in Inghilterra, a 13 anni; lì ottenne una borsa di studio per il Brighton College, della cui squadra di rugby divenne capitano, mentre frequentava le giovanili del locale club dal quale, nel 2017, fu prelevato dall'Harlequins.
Smith esordì in prima squadra in campionato nel 2017 contro il London Irish a Twickenham e, già a settembre 2020, a tre anni dal debutto, divenne il secondo più giovane giocatore di Premiership a raggiungere i 500 punti: meglio di lui, alla sua età, fece solo Jonny Wilkinson.
Nel 2021 si laureò campione d'Inghilterra con l'Harlequins conseguendo il record personale di miglior marcatore del campionato, debuttò in nazionale inglese a Twickenham contro gli Stati Uniti e, a seguire, fu convocato per la squadra dei British Lions in tour in Sudafrica, durante il quale fu schierato in un incontro infrasettimanale contro gli Stormers in cui marcò 14 punti.
A luglio 2023 Smith e gli Harlequins hanno prolungato la durata del contratto in scadenza nel 2024, anche se il club non ha reso nota la durata del nuovo accordo.

## Palmarès
- Premiership: 1
Harlequins: 2020-21